# Hafsa Mossi
Hafsa Mossi (* 1964 in Makamba; † 13. Juli 2016 in Bujumbura) war eine burundische Journalistin und Politikerin (CNDD–FDD). 2005–2007 sowie 2009–2011 diente sie als Ministerin in dem ostafrikanischen Land.

## Leben
Hafsa Mossi, dem Volk der Hutu zugehörig, wurde 1964 im südburundischen Makamba geboren. Sie besuchte die Grundschule in Makamba (1971–77), später das Lycée de Buye und L’athénée de Rubanga, wo sie ihren Schulabschluss mit geisteswissenschaftlichem Profil 1984 absolvierte. Von 1984 bis 1987 studierte sie Journalismus an einer Hochschule in Burundi.
Nach ihrer Schulausbildung begann sie zunächst von 1987 bis 1990 als Journalistin für das burundische Staatssender zu arbeiten, von 1990 bis 1993 leitete sie die Swahili-Abteilung des Senders. Von 1993 bis 1997 arbeitete Mossi als freie Journalistin für die South African Broadcasting Corporation, die BBC sowie die Deutsche Welle. südafrikanischen Fernsehsender Channel Africa zu arbeiten. 1998 zog Mossi nach London, um dort für den Swahili-Dienst der BBC zu arbeiten. Sie kehrte 2005 zurück in ihr Heimatland.
Pierre Nkurunziza, Staatspräsident Burundis, berief Mossi 2005 in seinen Ministerrat. Bis 2007 leitete sie das Ressort für Information und Kommunikation und war zugleich Sprecherin der Staatsregierung. Von 2009 bis 2011 war sie erneut Teil der Regierung Nkurunziza, in der Zeit leitete sie das Ressort für regionale Integration. 2012 wurde sie das gemeinsame ostafrikanische Parlament (East African Legislative Assembly) gewählt.
Im Rahmen der burundischen Staatskrise seit April 2015 wurde Mossi am 13. Juli 2016 beim Verlassen ihres Hauses von zwei Männern erschossen, die unerkannt in einem Auto entkamen. Staatspräsident Pierre Nkurunziza nannte die Tat einen „politischen Mord“. Im Rahmen der Krise waren zu der Zeit bereits mehrere hochrangige Militärs erschossen worden, nicht jedoch zivile Politiker. Politische Beobachter zeigten sich zudem verwundert über den Mord, da Mossi nicht als Hardlinerin oder Günstling der Staatspartei CNDD-FDD galt.